# Gräberpiste
Koordinaten: 26° 30′ N, 7° 0′ O
Die Gräberpiste (auch Gräberfeldpiste) ist eine Fahrpiste ohne festen Belag im südöstlichen Algerien. Die Route von Illizi nach Amguid wurde erstmals 1981 unter diesem Namen erwähnt. Entlang dieser Piste befinden sich mehrere Gräberfelder muslimischer, aber auch einiger christlichen Verstorbener, die während Kämpfen zwischen französischen Kolonialtruppen einerseits und Tuareg und Truppen der Sanusiya anderseits in den Jahren 1916 bis 1920 ums Leben kamen. Allerdings gibt es auch noch Gräberfelder älteren Datums.

## Route und Zustand
Die Piste ist 482 Kilometer lang und führt von der Stadt Illizi im Südosten Algeriens in westlicher Richtung zum Dorf Amguid. Die Strecke ist von großer landschaftlicher Vielfalt geprägt:
- liebliche, sanft geschwungene Dünenfelder (z. B. zwischen Ehane und dem Oued Samene)
- hohe Dünengebirge (Ostflanke Erg Tiffernine)
- Schwemmtonebenen (Ebenen mit angeschwemmtem, tonigem Boden, z. B. bei Ehane und westlich des Erg Tiffernine)
- Tafelberge mit steilen Abbrüchen (z. B. westlich von Illizi)
- Berglandschaft, mit Dünen durchsetzt (im Tassili n'Ajjer östlich von Amguid)
- Schluchten (z. B. Durchquerung des Djebel Essaoui Mellene)
- Täler mit viel Vegetation (z. B. Mündung des Oued Tadjeradjeri, westlich von Illizi)
- Hammada (z. B. auf der Hochebene östlich von Amguid)
- Serir (z. B. westlich von Illizi)

In mehreren Abschnitten ist die Strecke schwierig zu befahren und nur für Geländefahrzeuge geeignet. Ein erstes Teilstück der Strecke ab Illizi, etwa 100 Kilometer, ist allerdings bereits asphaltiert. Als erste kleinere Schwierigkeit ist anschließend die Durchquerung der Dünenzunge östlich des Oued Samene zu sehen – mit ihren, je nach gewählter Passage drei bis fünf kurzen, aber recht steilen Auffahrten.
Nur Schritttempo erlaubt der über bachbettähnliches Gelände führende Pistenteil durch den Bergzug Essaoui Mellene. Nach ihm folgt die Querung des über weite Abschnitte von extrem weichem und tiefen Fech-Fech-Staub bedeckten Oued Essaoui Mellene. Sich hier festzufahren, sorgt für Erstickungsanfälle und extrem verschmutzte Luftfilter.
Nach der Querung des Tales sind an der Ostabdachung des Erg Tiffernine Dünengrate heikel, die nach sanften Steigungen plötzlich auftauchen und teilweise kaum erkennbar sind. Hinter ihnen liegen mehrere Meter tiefe Steilabfahrten mit Unfallgefahr bei zu hoher Geschwindigkeit.

## Ursprung des Begriffs Gräberpiste
In ihrem Reiseführer Algerische Sahara von 1981 schrieben die Autoren Ursula und Wolfgang Eckert, dass sie die Route Illizi – Amguid „Gräberpiste“ getauft hätten. Das Makabre dieser Route seien nicht so sehr Einzelgräber (von Nomaden und Karawanenreisenden), sondern die großen Gräberfelder, ja regelrechte Friedhöfe. Diese seien oft durch eine aus Steinen auf dem Boden ausgelegte „Nomadenmoschee“ mit der nach Mekka gerichteten Gebetsecke ergänzt. In ihrer Streckenbeschreibung berichteten sie, dass sie vor allem im Oued Irarraren zwischen Illizi und Ain el-Hadjadj, einem Brunnen etwa 140 Kilometer westlich davon, und dann nochmals im Gebirge vor Amguid solche Zeugen aus der Kolonialgeschichte gesichtet hätten. Einige Kilometer westlich von Ain el-Hadjadj seien sie auf alte Verteidigungsstellungen gestoßen und hätten Patronenhülsen und französische Uniformknöpfe gefunden. – Aus historischer Sicht gehört die Abzweigung Ain el Hadjadj – Hassi Tabelbalet – Bordj Omar Driss auch zur Gräberpiste, denn auch hier fanden während dieser Zeit Kampfhandlungen zwischen den gleichen Gegnern statt, und es sind hier auch Gräberfelder errichtet worden. Zum Beispiel wird von einem christlichen Friedhof mit 1,5 m hohem Eisenkreuz bei Hassi Tabelbalet berichtet.

## Geschichte
Frankreich als Kolonialmacht erhob schon Anfang des 20. Jahrhunderts Anspruch auf einen Großteil der zentralen und westlichen Sahara. Zur militärischen Sicherung seiner Herrschaft wurde eine Reihe von Forts (manchmal auch Bordj genannt) errichtet, die sich in späterer Zeit meist zu einer Siedlung oder einer Stadt entwickelten, wie zum Beispiel das Fort Polignac, das heutige Illizi. Doch die Herrschaft Frankreichs war noch nicht gefestigt. 1916/1917 gab es im Niger, südlich von Algerien, einen Aufstand der Tuareg, welcher von der Sanusiya unterstützt wurde. Im Gebiet der algerischen Sahara waren es die Tuareg der Kel Ajjer-Volksgruppe, die sich der Kolonisierung widersetzten. Ihr Siedlungsgebiet ist die Tassili n'Ajjer-Gebirgskette und die weitere Umgebung bis hinüber nach Libyen. Die Sanusiya, die zu dieser Zeit im benachbarten Libyen gegen die italienischen Kolonialtruppen kämpfte, hatte die Tuareg zu ihrem Widerstand ermuntert und auch materiell unterstützt. – Die Auseinandersetzung um die Herrschaft über das Gebiet der Kel Ajjer wurde, neben dem Befehlshaber der französischen Saharatruppen, dem General Henry Laperrine, vom Befehlshaber der Truppen der Sanusiya im westlichen Libyen und von zwei Persönlichkeiten der Kel Ajjer-Tuareg geprägt:

### Scheich Abdesselam
Abdesselam stammte aus Tripolitanien. Er hatte als Truppenkommandant der Sanusiya erfolgreich gegen die italienische Kolonialarmee in Libyen gekämpft. Anfang 1916 übertrug ihm die Sanusiya das Kommando über ihre Truppen, die in Ghat stationiert waren. Am 16. März gleichen Jahres eroberten diese Djanet und vertrieben die Franzosen. Drei Monate später wurde es von den Franzosen wieder besetzt, aber bald darauf wieder aufgegeben. In der folgenden Zeit wurden weitere militärische Aktionen unternommen, um die Franzosen aus dem Gebiet des Tassili n'Ajjer zu vertreiben:

#### Gefecht beim Oued Ehane
Ende August 1916 war vom Fort Flatters, 240 Kilometer nordwestlich von Illizi, ein wichtiger französischer Konvoi aufgebrochen, um Nachschub zum Fort Polignac, dem heutigen Illizi, zu bringen. Darunter war auch eine Funktelegrafenanlage, die dort dringend gebraucht wurde. Am 6. September war der ganze Konvoi bei Oued Ehane, 80 Kilometer westlich von Illizi, angekommen. Die Kamele wurden mit Bewachung auf eine Weide gebracht, als ein Wachtposten glaubte, in den Büschen eines nahen Hügels Bewegungen zu beobachten. Gleich darauf brach eine Salve los. Im Lager der Franzosen wurde die Verteidigung organisiert, wobei die Goumiers in Panik ausbrachen. Die feindlichen Truppen samt ihrer senussischen Fahne waren nun zu erkennen. Während sich der Hauptteil der französischen Streitkräfte den Senussi näherte und sie beschoss, umging einer ihrer Züge ihre Stellung und griff sie von der Seite an. Darauf flohen die Senussi und ließen zehn Tote zurück. Wegen des Einbruchs der Nacht wurden sie nicht verfolgt.
Anderntags konnte der Konvoi seinen Marsch nach Fort Polignac fortsetzen. Ein paar Tage nach der Ankunft im Fort Polignac versuchten Aufständische in einem Handstreich, auf dem Weidegebiet in der Nähe Kamele zu rauben. Aber die 120 Mann Bewachung schlugen sie in die Flucht.

### Brahim ag Abakada
Brahim wurde etwa 1885 in Ghat geboren. Schon in jungen Jahren zog es ihn in das Tassili n'Ajjer zu seinen Kel Ajjer-Volksgruppen zwischen dem Oued Imirou und Aharhar. Das Oued Imirhou befindet sich etwa 50 Kilometer südöstlich von Illizi. Aharhar ist ein Tal, etwa 130 Kilometer südsüdwestlich von Illizi, mit den damaligen Siedlungen Arma und Ifata. – Dank seines klugen Geistes und seines Mutes erlangte er dort sehr schnell großen Einfluss. 1916 anerbot er der französischen Kolonialarmee, gegen die Sanusiya im westlichen Libyen zu kämpfen. Seine Bedingung war, dass er im Gebiet der Kel Ajjer Kommandant des Goums würde. Im Weiteren wollte er freien Zugang zu Waffen und Munition. Sein Begehren wurde abgelehnt. So wurde Brahim einer der aktivsten Gegner Frankreichs. Zwischen Juli 1916 und Oktober 1917 wird von mindestens sieben Angriffen und Raubüberfällen berichtet, die ihm und seinen Tuareg zugeschrieben wurden.

#### Angriff auf eine Patrouille
In der zweiten Hälfte Juli 1916 wurde eine französische Patrouille von fünf Meharisten und fünf Goumiers zwischen Fort Polignac und dem Oued Ehane an der Gräberpiste angegriffen. Die Meharisten wurden im Kampf getötet, die Goumiers ergaben sich, wurden entwaffnet und zurückgeschickt. Sie wurden vor ein Militärgericht gestellt, aber nur milde bestraft, da die Goumiers nur Hilfstruppen waren. Dieser Angriff könnte von Brahim geleitet worden sein, denn er pflegte, die mutlosen feindlichen Goumiers zu entwaffnen und wegzuschicken.

#### Entführung eines Konvois
Ein weiterer Angriff erfolgte im Dezember 1916 in der Nähe des Brunnens Hassi Tabelbalet nordwestlich von Ain el Hadjadj. Ein wichtiger französischer Versorgungskonvoi für das Fort Polignac war vom Fort Flatters, nordwestlich von Ain el Hadjadj, aufgebrochen. Er war in vier Gruppen aufgeteilt, die sich im Abstand von ein bis zwei Tagen folgten. Brahim war über den Transport informiert und hielt sich mit einer ziemlich großen Abteilung von Tuareg in der Nähe bereit. Sie ließen einen Großteil der Truppen und des Konvois passieren. Dann überfielen sie den letzten Konvoi und entführten ihn. Mehrere Meharisten wurden dabei getötet. Einige erschöpfte und entwaffnete Goumiers trafen später in Ain el Hadjad ein und alarmierten den Kommandanten des Konvois. Dieser schickte ein Hilfsdetachement los, welches die Angreifer verfolgte. Beim anschließenden Gefecht fielen auf französischer Seite 18 Mann. Dieser wichtige Konvoi war aber verloren. Er enthielt auch Kisten mit Zitronen und Säcke mit Zwiebeln für die vielen Kranken im Fort Polignac, die an Skorbut litten.

#### Gefecht von Ain el Hadjadj
Am 24. November 1916 war vom Fort Flatters her eine französische Militärkolonne in Ain el Hadjadj eingetroffen. Auf der kleinen Anhöhe neben dem Brunnen wurde ein Lager errichtet, ein Viereck von etwa 30 Metern Seitenlänge, umfasst von einer Trockensteinmauer von etwas über einem Meter Höhe und einem halben Meter Dicke mit zwei Eingängen. Die Schützen waren in einem separaten Lager, die zwei 80-mm-Kanonen waren im Hauptlager. Die Truppe richtete sich hier für einen längeren Aufenthalt ein. Im Januar 1917 traf die Garnison von Fort Polignac ein, die man zurückgerufen hatte. Wegen der grassierenden Skorbut war die Truppe in einem erbärmlichen Zustand. Der Munitionsbestand wurde übernommen, dann setzten sie ihren Weg Richtung Fort Flatters und Ouargla fort. Ain el Hadjadj war nun der letzte Außenposten der französischen Kolonialtruppen im Südosten der algerischen Sahara.
Am 13. Februar 1917 kam über Funk der Befehl an die Besatzung, Ain el Hadjadj zu verlassen und sich nach Fort Flatters zu verschieben. Ein Trupp wurde losgeschickt, um die Kamele einzusammeln, was mindestens zwei Tage erforderte. Doch an jenem Abend, nach Einbruch der Dunkelheit, näherten sich etwa 170 Tuareg-Kämpfer unter der Führung von Brahim ag Abakada unbemerkt bis sehr nahe an das Lager der französischen Truppe. Als ein Wachtposten um 21 Uhr Verdacht schöpfte, fiel ein Schuss, gefolgt von Salven, die die ersten Toten forderten. Im Lager herrschte bei völliger Dunkelheit ein Chaos, denn die Angreifer waren in Kürze eingedrungen. Die Verteidiger hatten große Mühe, sich zu organisieren. Dann brannte eine Schilfhütte. Im Schein des Feuers schien es, dass sich im Lager nur noch Angreifer bewegten. Die Lage der Verteidiger war sehr kritisch.
In der Zwischenzeit hatten sich die französischen Schützen in ihrem separaten Lager organisiert. Eine Hälfte von ihnen rückte zum Hauptlager vor und griff von Osten her in die Kämpfe ein. Sie drängten die Angreifer zurück, während im mittleren Abschnitt die Verteidiger mit Handgranaten versuchten, die feindlichen Kämpfer im Lager auszuschalten oder zurückzudrängen. Die Verteidiger auf der Südseite waren in Nahkämpfe mit aufgesetztem Bajonett verwickelt. Die Kämpfe dauerten an, wurden immer hitziger. Nach einiger Zeit bekamen die französischen Kräfte die Oberhand. Brahims Kämpfer begannen unter Mitnahme ihrer Toten und fast aller Verletzten, sich nach Westen zurückzuziehen, woher sie gekommen waren.
Um Mitternacht, nach drei Stunden Kampf, war das Gefecht zu Ende. Die Verteidiger unter französischer Flagge hatten schwere Verluste erlitten. Sie zählten elf Tote, darunter den Feldarzt, und 20 Schwerverletzte sowie 20 Leichtverletzte bei einem Total von weniger als 100 Mann, die in die Kämpfe verwickelt waren. Bei der Truppe von Brahin gab es sechs Tote. Über den Funktelegraf, der nicht beeinträchtigt worden war, wurde Fort Flatters über die Ereignisse informiert. Von dort wurde den Angegriffenen versprochen, gleich eine Hilfskolonne zu organisieren und loszuschicken. Anderntags wurden die Toten in der Nähe des Lagers begraben.
Während der langen Wartezeit befürchtete die Mannschaft einen erneuten Angriff der feindlichen Tuareg. Um ihre Verteidigung zu verstärken, hatten sie rund um das Lager Sprengfallen und Stacheldraht installiert. Trotzdem gab es schlaflose Nächte, denn es dauerte sechs Tage, bis die Hilfskolonne eintraf. Anschließend wurde das Lager geräumt, und der Tross, samt allen Verletzten, verschob sich ohne Zwischenfälle nach Fort Flatters.

#### Brahim unter französischem Kommando
General Laperrine, sich der schwierigen Lage der Franzosen in der Sahara zu dieser Zeit bewusst, suchte den Kontakt zu Brahim. Während seiner großen Inspektionsreise ab 7. November 1918 traf er Brahim im Fort Polignac. Es kam zu keiner Einigung. Am 28. Februar 1919 kam es zu einem erneuten Treffen zwischen dem General und Brahim in Tarat, einer Siedlung mit Fort östlich von Illlizi. Brahim war mit etwa 100 Tuareg erschienen. Er verlangte, dass er von den Franzosen zum Amghar der Ajjer ernannt werde, was auch erfolgte. Nach langen Verhandlungen erhielt er für seine Tuareg die Zusicherung, dass sie Transportkonvois übernehmen und an militärischen Einsätzen teilnehmen konnten, sowie zur Lieferung von 1874 Gewehrpatronen für die Jagd. Er selber hatte seinerseits Anspruch auf sechs Meharisten und ein kleines Gehalt. Damit stellte sich Brahim mit seinen Kämpfern Anfang März 1919 unter französisches Kommando, und er blieb seinem Entscheid treu, auch während des Zweiten Weltkriegs.

### Scheich Amoud Ben Mokhtar
Scheich Amoud wurde 1859 in Djanet geboren. Er war von nobler Abstammung und der Anführer der Kel Ajjer im Bereich von Iherir, einem Gebirgsort südlich von Illizi, über Djanet bis ins westliche Libyen. Von den Osmanen bekam er den Titel Mouchir und ein Jahresgehalt. Als die Sanusiya die Kontrolle über Ghat und weite Teile Libyens übernommen hatte, verbündete er sich mit ihnen. Er wurde Stellvertreter des Kommandanten Scheich Abdesselam. Dem Versuch der Franzosen, die Kontrolle über das Gebiet der Kel Ajjer zu übernehmen, widersetzte er sich vehement. Von der Sanusiya wurde er materiell und bei größeren Operationen durch kleinere militärische Abteilungen unterstützt.

#### Raubüberfälle
Es sind Raubüberfälle überliefert, an denen Scheich Amoud beteiligt war. Zum Beispiel wurde am 11. Mai 1917 ein militärischer Konvoi südlich von Ouargla angegriffen und entführt. Die Verfolgung durch ein französisches Detachement blieb erfolglos. Amoud mit seinen Leuten und dem entführten Konvoi hatten sich nach Ghadames in Libyen abgesetzt. Dort waren sie mit ihrer Beute in Sicherheit.
Am 9. Juni 1920 kam es zu einem Zwischenfall in der Nähe des Fort Polignac. Zehn Meharisten bewachten ein Weidegebiet. Bei Einbruch der Nacht wurden sie von 70 feindlichen Tuareg-Kriegern angegriffen. Sie leisteten Widerstand, bis Verstärkung aus dem Fort eintraf und die Angreifer in die Flucht schlug. Es gab Tote und Schwerverletzte auf beiden Seiten. Es ist möglich, dass dieses Weidegebiet an der Gräberpiste westlich von Illizi lag.

### Ende der Feindseligkeiten
Gräberfelder in anderen Abschnitten der Gräberpiste, vor allem im westlichen Teil, zeugen von weiteren Zusammenstößen mit Todesfolgen. Eine sichere Verbindung zwischen dem Fort Polignac und dem Fort Flatters sowie nach Amguid war den Franzosen sehr wichtig, und den Tuareg bot die Tassili n'Ajjer-Gebirgskette mit ihren tief eingeschnittenen Trockentälern Versteck und Rückzugsmöglichkeit. Aber Ende 1920 wurde das ganze Gebiet der Kel Ajjer (mit Ausnahme des libyschen Teils) von Frankreich kontrolliert. Scheich Amoud war nach Libyen geflohen, und die Feindseligkeiten fanden ein Ende.
In den muslimischen Gräbern an der Gräberpiste sind somit, unter anderen, nicht nur aufständische Tuareg und Senussi begraben, sondern auch Tuareg und Chaambas, die unter französischem Kommando gegen sie gekämpft hatten.

## Ältere Gräberfelder
Im März 1880 brach der französische Oberst Paul Flatters mit etwa 100 Mann in Touggourt zur ersten Expedition Flatters auf. Das Ziel war, eine mögliche Route für die geplante Transsahara-Eisenbahnlinie zu erkunden. Die Expedition führte auch entlang der Route der Gräberpiste, von Timassinine (heute Bordj Omar Driss) über Ain el Hadjadj bis zum temporären Menghough-See, 35 Kilometer westlich von Illizi. Henri Brosselard, ein Offizier der Expedition, führte in seinem Expeditionsbericht aus, dass sie zwischen dem Oued Samene und Ehane fast auf Schritt und Tritt auf muslimische Gräber gestoßen seien sowie auf einen muslimischen Friedhof, den die Tuareg Tharker Neraba genannt hätten. Bei Ehane hätten sie einen weiteren Friedhof passiert. Wann und unter welchen Umständen diese Menschen gestorben waren, ist nicht bekannt.
Die französische Mission Foureau-Lamy von 1898 bis 1900 durchquerte die Sahara und passierte auch das Gebiet der Gräberpiste. Dabei verstarb zwischen dem 7. und 9. Dezember 1898 der Korporal Receveur aus unbekannten Gründen bei Tabelbalet und wurde dort heimlich begraben, um zu verhindern, dass die Tuareg sein Grab entweihen. Später wurde das Grab eingefasst und ein Eisenkreuz gesetzt.

## Geiselnahme an der Gräberpiste
Die Geiselnahme in der Sahara im Jahr 2003 war eine Entführung, bei der 32 europäische Touristen in Algerien von der Salafisten-Gruppe GSPC verschleppt wurden. Die ersten Entführungen, am 22. Februar geschahen an der Gräberpiste auf der Höhe des Oued Samene, etwa 110 Kilometer westlich von Illizi. Die Entführten wurden anschließend in ein vorbereitetes Versteck in den Schluchten des Oued Samene dirigiert. Einige der Geiseln lebten bis zu deren Befreiung 177 Tage lang in Gefangenschaft.

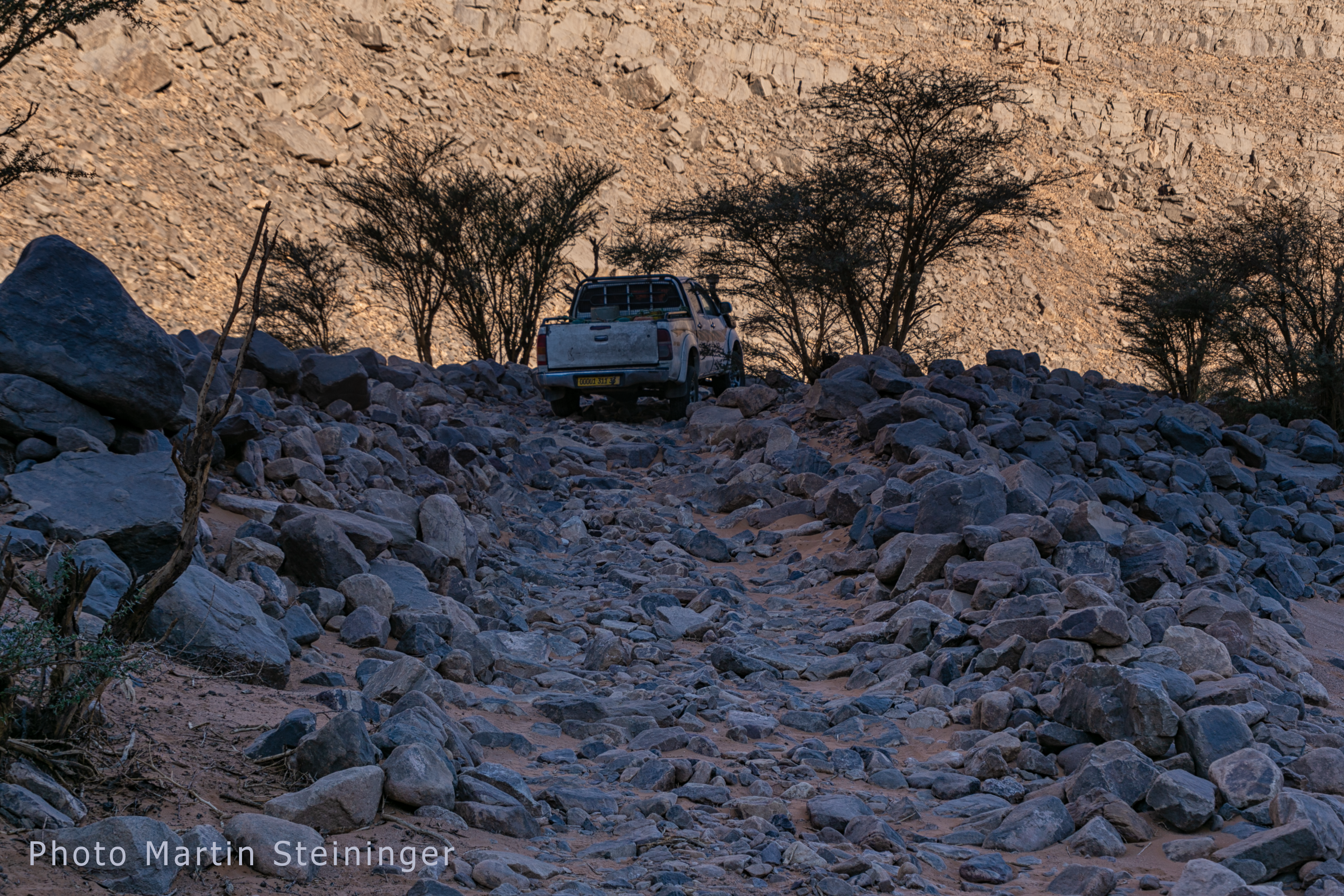
Ruppige Fahrt während der Durchquerung des Djebel Essaoui Mellene, 2024
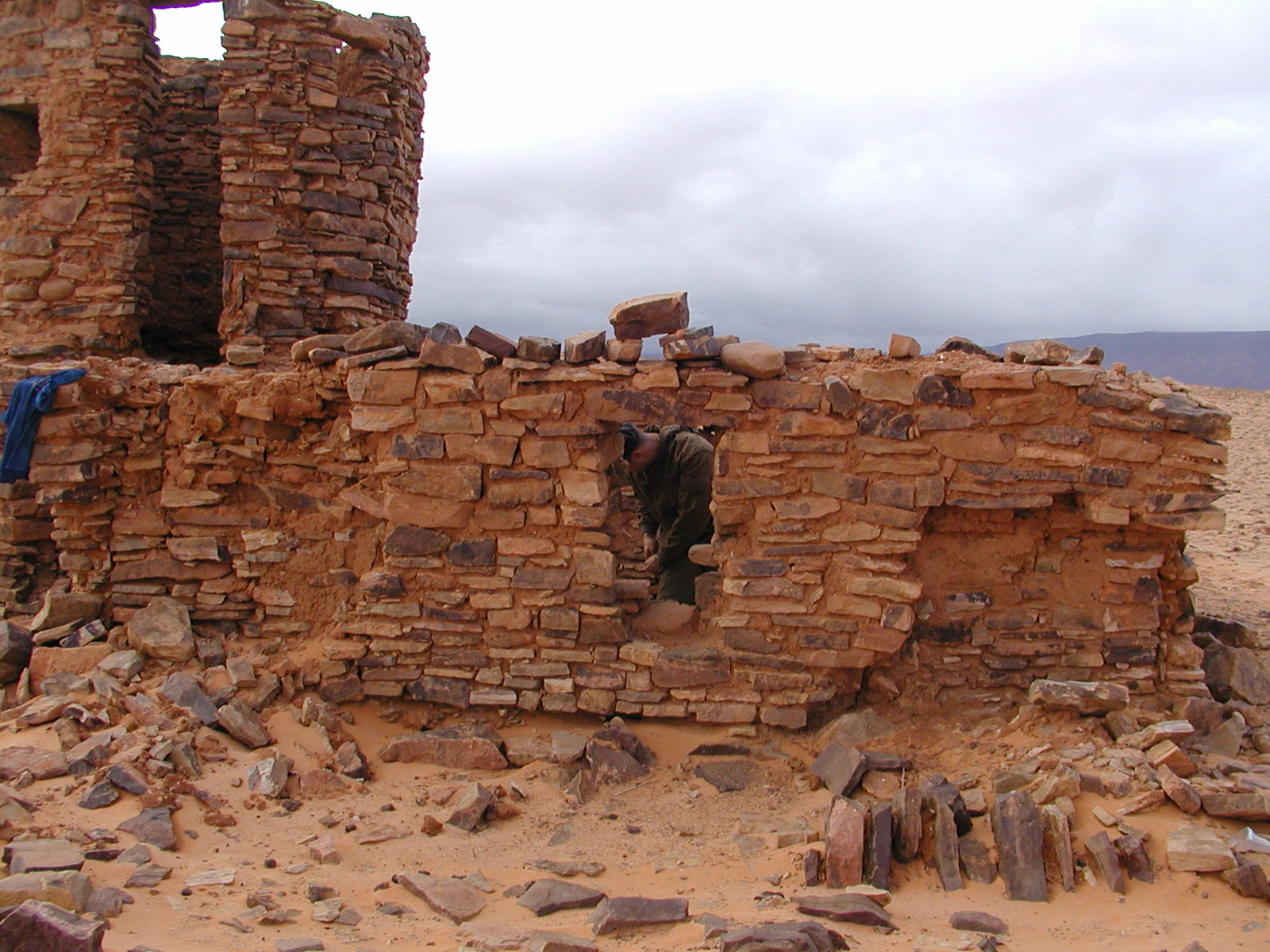
Wachtturm des ehemaligen Bordj Aïn el Hadjadj, 2003
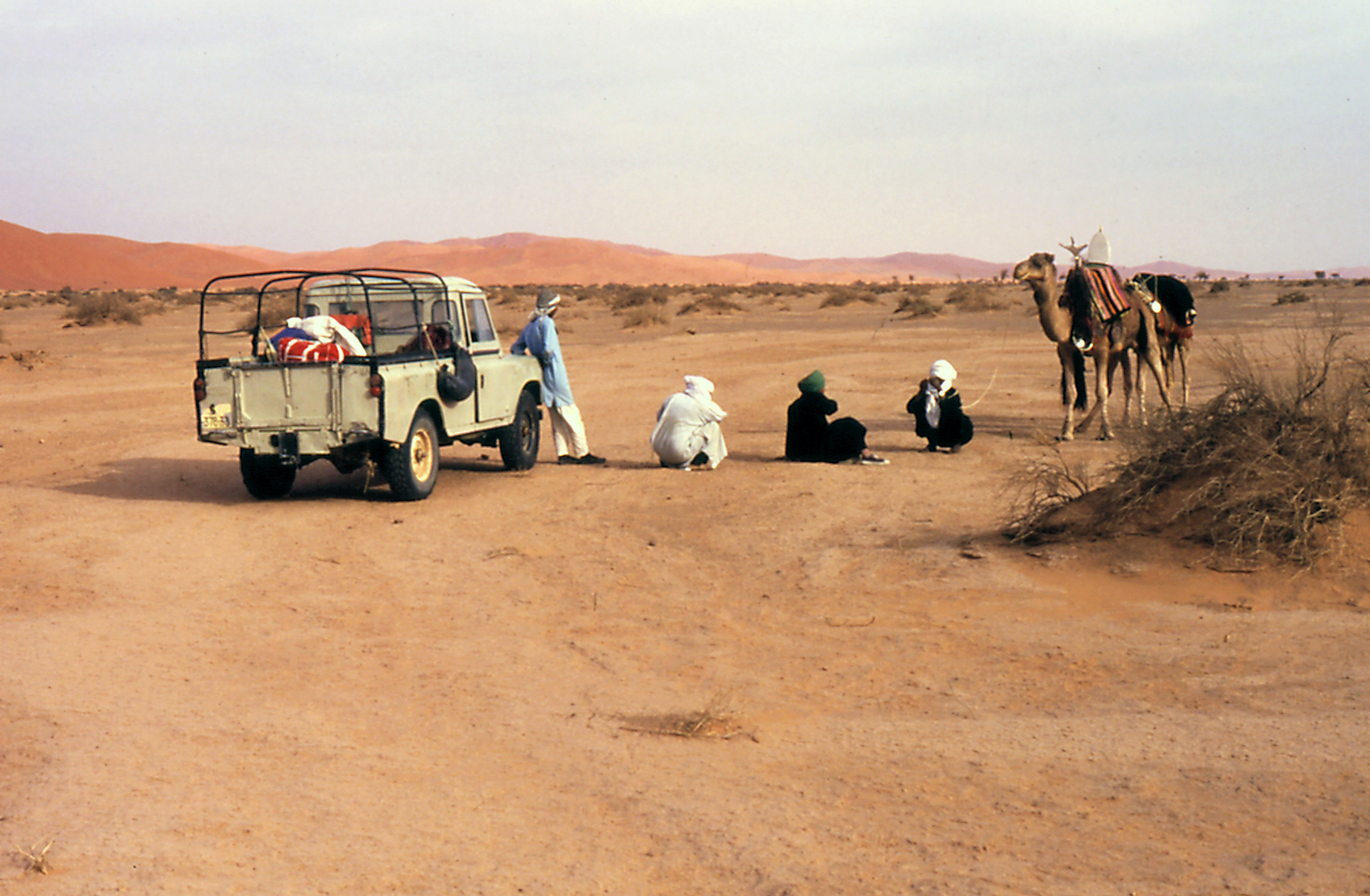
Begegnung auf der Gräberpiste, 1991